# George Howard, 7:e earl av Carlisle
George William Frederick Howard, 7:e earl av Carlisle, född den 18 april 1802 i London, död den 5 december 1864 på Castle Howard, var en brittisk politiker.

## Biografi
George Howard var son till George Howard, 6:e earl av Carlisle och bar från 1825 till 1848, då han ärvde faderns earlvärdighet, titeln viscount Morpeth och var 1826–1841 och 1846–1848 medlem av underhuset, där han tillhörde whigpartiets dugligaste förmågor.
Howard var april 1835 till september 1841 minister för Irland i Melbournes ministär (från 1839 med säte i kabinettet) och förde som sådan under svåra omständigheter en taktfull politik. Han tillhörde juli 1846 till februari 1852 Russells kabinett, först som kommissarie för skogsväsendet, sedan 1850 som kansler för hertigdömet Lancaster, samt var februari 1855 till  februari 1858 och juni 1859 till oktober 1864 i Palmerstons ministär lordlöjtnant på Irland, där han gjorde sig omtyckt genom sin energiska verksamhet för jordbrukets utveckling.
Åren 1851–1856 var han president i Royal Society of Literature. Han dog ogift och efterträddes därför som earl av Carlisle av sin bror William George Howard, 8:e earl av Carlisle. Bröderna var farbröder till George Howard, 9:e earl av Carlisle.